# Талькоз
Талькоз (рос. талькоз, англ. talcosis, нім. Talkose) — хронічне захворювання легенів, яке розвивається внаслідок тривалого вдихання та відкладання в легенях пилу тальку і характеризується розвитком дифузного фіброзу. Різновид пневмоконіозу, силікатозу.